# Napalm Death
Napalm Death es una banda británica de grindcore y death metal, formada en Meriden, West Midlands, Inglaterra, en 1981. Aunque ninguno de los músicos originales permanece en el grupo, la alineación consistente en el vocalista Mark "Barney" Greenway, el bajista Shane Embury, el guitarrista Mitch Harris y el baterista Danny Herrera ha permanecido inamovible desde 1992.
Napalm Death son considerados como los pioneros del grindcore, incorporando elementos del hardcore punk, crust punk, rock alternativo,  freakbeat , art rock y el sonido de la nueva ola de heavy metal británico, usando guitarras fuertemente distorsionadas y ritmos desenfrenados, al igual que voces incomprensibles. Sus letras normalmente son una crítica sociopolítica o a veces sobre relaciones amorosas de los miembros de la banda. El álbum debut, titulado Scum, lanzado en 1987 por Earache Records, se convirtió en una gran influencia para las bandas del grindcore que empezarían a surgir. De acuerdo al libro de los Guinness Records, «You Suffer», canción del álbum, es la canción más corta de la historia, con tan solo 1.316 segundos de duración.
Napalm Death han lanzado 15 discos de estudio, y son reconocidos por Nielsen SoundScan como la décima  banda de grindcore  con mayores ventas de discos en los Estados Unidos.

### Estilo e Influencias
La banda inició con un estilo grindcore, siendo pioneros en ese sonido. Sin embargo, con los años fueron evolucionando hacia el death metal. Por su parte, la agrupación dice que su estilo es una fusión entre varios subgéneros, como el art rock, speed metal, freakbeat y avant-garde, dándole un toque pesado y liviano a la vez a su música.
Entre sus influencias destacan Wishbone Ash, Saxon, Kix, Black Flag, Black Sabbath, Nazareth, Rose Tattoo, Discharge y Motörhead.

## Discografía
Álbumes de estudio
- Scum (1987)
- From Enslavement to Obliteration (1988)
- Harmony Corruption (1990)
- Utopia Banished (1992)
- Fear, Emptiness, Despair (1994)
- Diatribes (1996)
- Inside the Torn Apart (1997)
- Words from the Exit Wound (1998)
- Enemy of the Music Business (2000)
- Order of the Leech (2002)
- Leaders Not Followers: Part 2 (2004)
- The Code Is Red...Long Live the Code (2005)
- Smear Campaign (2006)
- Time Waits for No Slave (2009)
- Utilitarian (2012)
- Apex Predator – Easy Meat (2015)
- Throes of Joy in the Jaws of Defeatism (2020)

Split
- In Tongues We Speak (con Coalesce) (1997)
- Converge / Napalm Death (con Converge) (2011)
- Napalm Death / Insect Warfare (con Insect Warfare) (2013)
- Napalm Death / Melt-Banana (con Melt-Banana) (2016)

## Músicos

### Actuales
- Shane Embury – bajo (1987–presente), coros (2004–presente)
- Mark "Barney" Greenway – voz (1989–1996, 1997–presente)
- Mitch Harris – guitarra, coros (1990-presente, solo en estudio desde 2015)
- Danny Herrera – batería (1991–presente)

### Músicos anteriores
- Nicholas Bullen – voz (1981–1984, 1984–1986), bajo (1981–1983, 1984–1985, 1985, 1985–1986), guitarra (1982–1985, 1985, 1986–1987)
- Miles Ratledge – batería (1981–1985)
- Simon "Si O" Oppenheimer – guitarra (1981–1982)
- Graham "Grayhard" Robertson – guitarra (1982–1985), bajo (1982–1983, 1984–1985)
- Daryl "Daz F" Fedeski – guitarra (1982)
- Finbar "Fin" Quinn – bajo (1983–1984)
- Marian Williams – voz (1984)
- Damien Errington – guitarra (1985)
- Justin Broadrick – guitarra (1985–1986), voz (1985, 1985–1986)
- Peter "P-Nut" Shaw – bajo (1985)
- Mick Harris – batería (1985–1991), coros (1987–1991)
- Jim Whitely – bajo (1986–1987)
- Frank Healy – guitarra (1987)
- Bill Steer – guitarra (1987–1989)
- Lee Dorrian – voz (1987–1989)
- Jesse Pintado – guitarra (1989–2004; fallecido en 2006)
- Phil Vane – voz (1996–1997; fallecido en 2011)